# S-500
‎O ‎‎S-500 Prometey‎‎ (‎‎Russo‎‎: ‎‎C-500 Прометей‎‎, ‎‎ ‎‎lit.‎‎ ‎‎'Prometeu'), também conhecido como ‎‎55R6M "Triumfator-M"‎‎,‎ ‎é um sistema russo ‎‎de mísseis terra-ar/‎‎míssil antibalístico‎‎ destinado a substituir o sistema de mísseis ‎‎A-135‎‎ atualmente em uso, e complementar o ‎‎S-400‎‎. O S-500 foi desenvolvido pela ‎‎Almaz-Antey‎‎ Air Defense Concern.‎

## Utilizadores
- Rússia

### Potenciais clientes
- Turquia: após o acordo S-400 assinado em outubro de 2017, a Turquia também manifestou interesse em aquisição do sistema de mísseis S-500.‎[carece de fontes?] De acordo com o presidente turco ‎‎Recep Tayyip Erdoğan, ‎‎a Turquia está pronta para considerar possíveis compras do S-500 no futuro.[2]
- Índia: em setembro de 2021, o vice-primeiro-ministro da Rússia Yuri Borisov disse que a ‎‎Índia‎‎ poderia ser um potencial cliente S-500. ‎